# Marcello Capra (musicien)
Pour les articles homonymes, voir Marcello Capra et Capra (homonymie).
Marcello Capra, né à Turin le 14 juillet 1953), est un  guitariste et compositeur italien.

## Discographie

### 33 Vinyle
| année | titre                        | label              |
| ----- | ---------------------------- | ------------------ |
| 1972  | Frontiera avec le Procession | Help/RCA (Italy)   |
| 1978  | Aria Mediterranea            | Mu Records (Italy) |

### CD
| année | titre                      | label                       |
| ----- | -------------------------- | --------------------------- |
| 1989  | Frontiera                  | Edison (Japan)              |
| 1993  | Frontiera                  | Vinyl Magic (Italy)         |
| 1994  | Imaginations               | Mellow Records (Italy)      |
| 1998  | Danzarella                 | Toast Records (Italy)       |
| 1999  | Biosfera                   | édition privée              |
| 2002  | Alchimie                   | Toast Records (Italy)       |
| 2005  | Vento teso                 | Toast Records (Italy)       |
| 2007  | Ritmica-mente              | Toast Records (Italy)       |
| 2010  | Preludio ad una nuova alba | Electromantic Music (Italy) |